# Melanie Spitta
Melanie Spitta, geborene Keck (* 1946 in Hasselt, Belgien; † 28. August 2005 in Frankfurt am Main) war eine deutsche Filmemacherin und Bürgerrechtlerin aus der Volksgruppe der Sinti.

## Leben
1938 floh Spittas in Deutschland als „Zigeuner“ verfolgte Sintifamilie nach Belgien, wo sie 1946 als jüngstes Kind zur Welt kam. Ihre Geschwister waren in Auschwitz ums Leben gekommen. Mit den überlebenden Verwandten wuchs sie ab 1949 in Düren (Rheinland) auf. Ihre Mutter, ehemaliger Häftling der Konzentrationslager Auschwitz, Ravensbrück und Bergen-Belsen, starb an Tuberkulose. Melanie Spitta war als Kind lungenkrank und ihr Leben lang gesundheitlich beeinträchtigt.
In den 1980er Jahren arbeitete sie als Filmautorin zusammen mit der Regisseurin Katrin Seybold an Dokumentarfilmen über die Lage der Sinti in Deutschland, engagierte sich als Bürgerrechtlerin für die Gleichstellung der Frauen unter den Sinti und in der gesamten Gesellschaft und arbeitete unentwegt als Beraterin und Publizistin. Bis sie, Katrin Seybold, Siegmund Wolf und Zeitzeugen der nationalsozialistischen Verfolgung sich im Rahmen der Dokumentarfilme daran machten, das Archivgut im Bundesarchiv zu sichten, gab es bis auf ein Foto von Eva Justin kein publiziertes Foto der Täter aus der Belegschaft der Rassenhygienischen Forschungsstelle.
Sie war mit Arnold Spitta verheiratet und hat eine Tochter, Carmen. Die Familie lebte von 1979 bis 1986 in Argentinien. Arnold Spitta ist Autor von Paul Zech im südamerikanischen Exil 1933–1946 (1978) und hat u. a. zur Verfolgung der Sinti und Roma im Nationalsozialismus publiziert.
1999 erhielt Melanie Spitta in Lübeck aus der Hand des Stifters Günter Grass den Otto-Pankok-Preis. Sie wurde „geehrt, weil sie der Erinnerungslosigkeit entgegenwirkt“, hieß es in der Laudatio. Dieter Schenk hat ihr sein Buch über die historischen Wurzeln des BKA „im Rückblick auf eine zwanzigjährige Freundschaft“ gewidmet. Sie ist in Düren begraben.

## Rezeption
Die feministische Gruppe Inirromnja erarbeitete 2015 in Gedenken an Melanie Spitta die performative Lesung mit Filmbeiträgen Ich wende mich entschieden gegen Bevormundung.

## Filmografie (in Auswahl)
Zusammen mit Katrin Seybold:
- Schimpft uns nicht Zigeuner (43 min, 1980)
- Wir sind Sintikinder und keine Zigeuner (21 min, 1981)
- Es ging Tag und Nacht, liebes Kind: Zigeuner (Sinti) in Auschwitz (75 min, 1982)
- Das falsche Wort: Wiedergutmachung an Zigeunern (Sinti) in Deutschland? (ZDF, 83 min, 1987) Regie: Katrin Seybold, Drehbuch: Melanie Spitta, Darsteller: Thomas Münz; Melanie Spitta
- Meleza und Gallier (Spielfilm, Drehbuch, unveröffentlicht)